# 旭町 (屏東市)

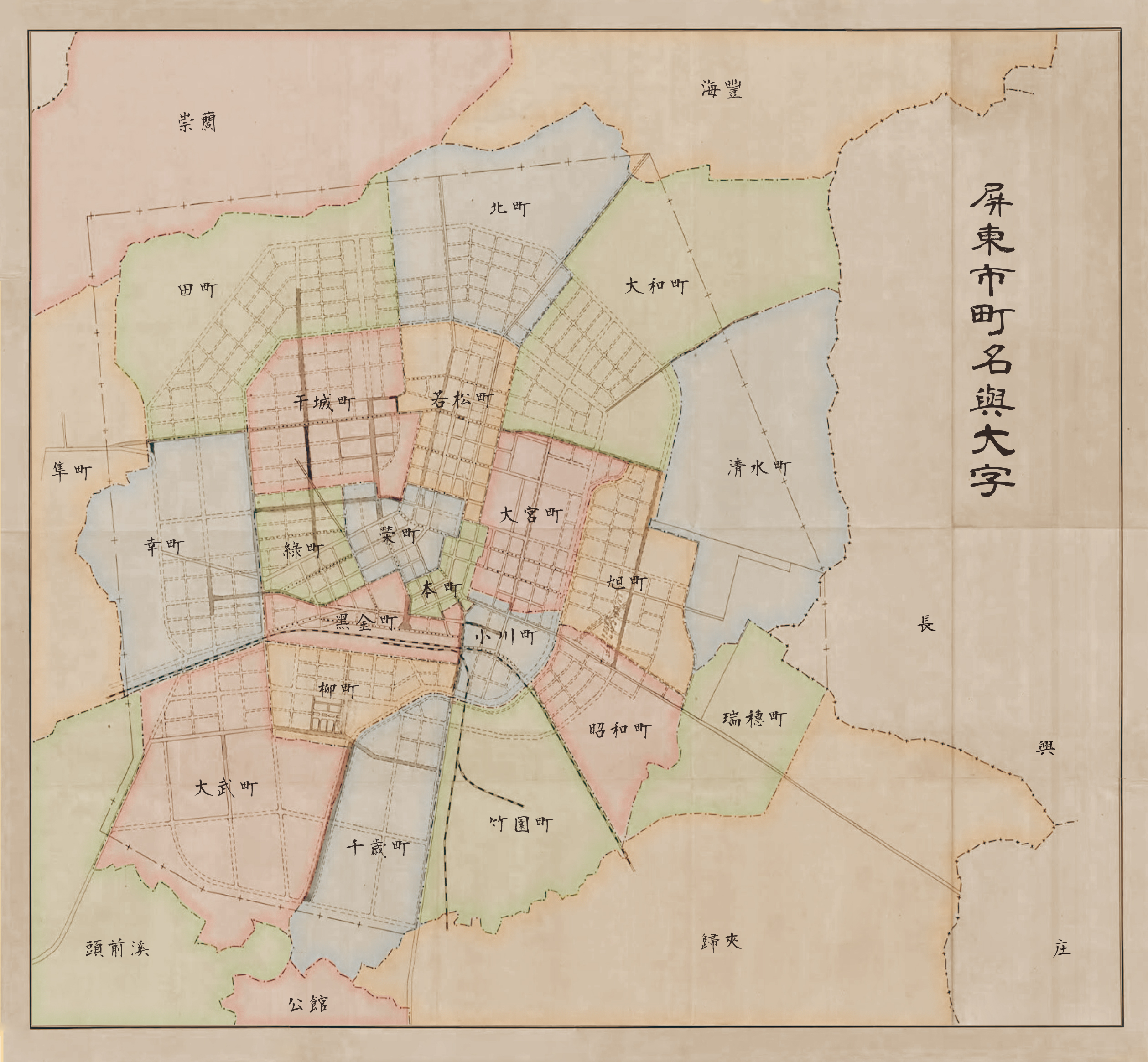
屏東市町名與大字

旭町為屏東市在台灣日治時期的一個行政區，於1939年4月1日設立，為屏東市的21個町之一。旭町大約是現今橋北里、豐榮里南側、豐源里西側和長春里西側。

## 町內設施
- 臺灣總督府屏東師範學校（今國立屏東大學民生校區）
- 臺灣總督府屏東師範學校附屬公學校（今屏大附小）[2]
- 真宗大谷派屏東布教所（東本願寺）